# Суп из собаки

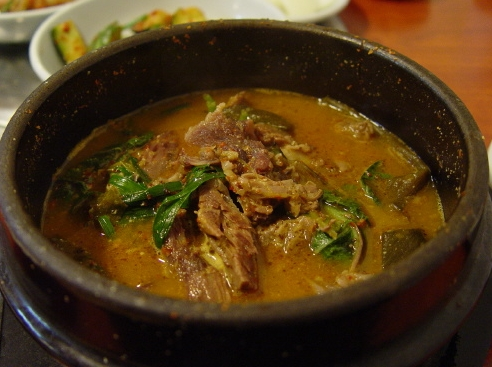
Миска с посинтханом

Суп из собаки (посинтхан (보신탕; 補身湯), или кэджангук (개장국)) — блюдо национальной кухни Кореи, основным компонентом которого является мясо собаки. Утверждается, что этот суп увеличивает мужскую силу.
Название «посинтхан» буквально означает «суп, укрепляющий организм» и появилось, видимо, в середине XX века, тогда как «кэджангук» — более древнее название, означающее «суп из собаки с соевой пастой».
Для приготовления блюда собачатину варят с зелёным луком, листьями периллы и одуванчика, специями (твенджан, кочхуджан и порошок семени периллы).
Блюдо является одним из наиболее распространенных корейских продуктов, сделанных из собачатины, имеет долгую историю в корейской культуре, однако в XX веке отношение к нему стало достаточно критичным как внутри страны, так и за её пределами, в том числе в связи с нарушением прав животных. Известное высказывание Брижит Бардо о том, что «нация, которая ест собак, — нация дикарей», стало одной из причин, вызвавших ряд правительственных запретительных мер. Исторически в Корее собака не воспринималась как «друг человека», однако её статус как одного из 12 животных китайского цикла летоисчисления был довольно высок. Кроме того, собачье мясо никогда не являлось повседневной пищей, это была сезонная или лечебная еда.